# Mesopolobus hackeri
Mesopolobus hackeri är en stekelart som först beskrevs av Alan Parkhurst Dodd 1915.  Mesopolobus hackeri ingår i släktet Mesopolobus och familjen puppglanssteklar. Inga underarter finns listade i Catalogue of Life.